# Враувенполдер
Враувенполдер (нід. Vrouwenpolder) — село в нідерландській провінції Зеландія. Входить до муніципалітету Вере.
Його площа становить 13,28 км², а населення станом на 2021 рік складало 1 015 осіб.
Перша згадка про населений пункт датується 1338 роком.
До 1966 року мало статус окремого муніципалітету.

## Галерея

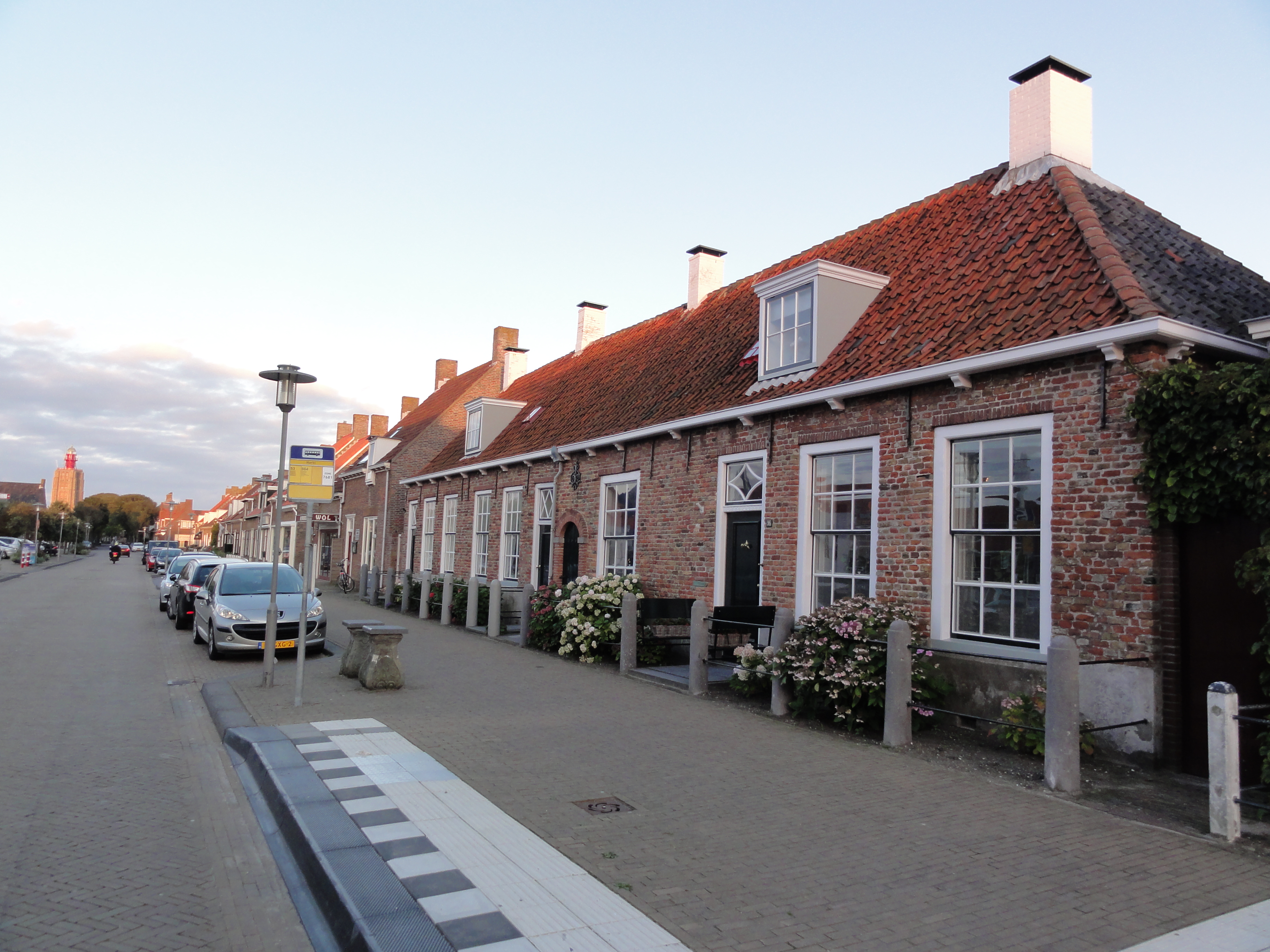
Вулична панорама
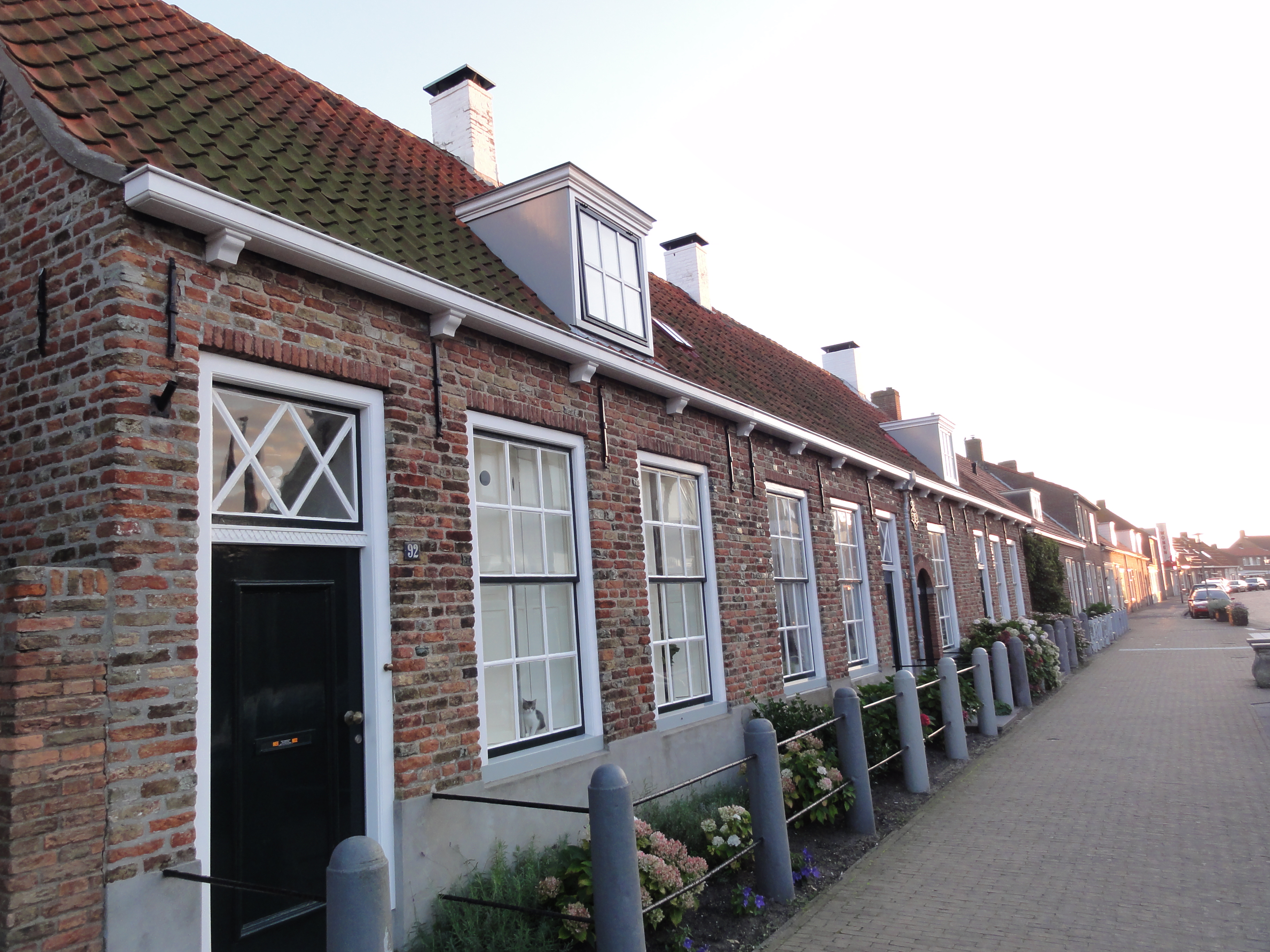
Сільська вулиця
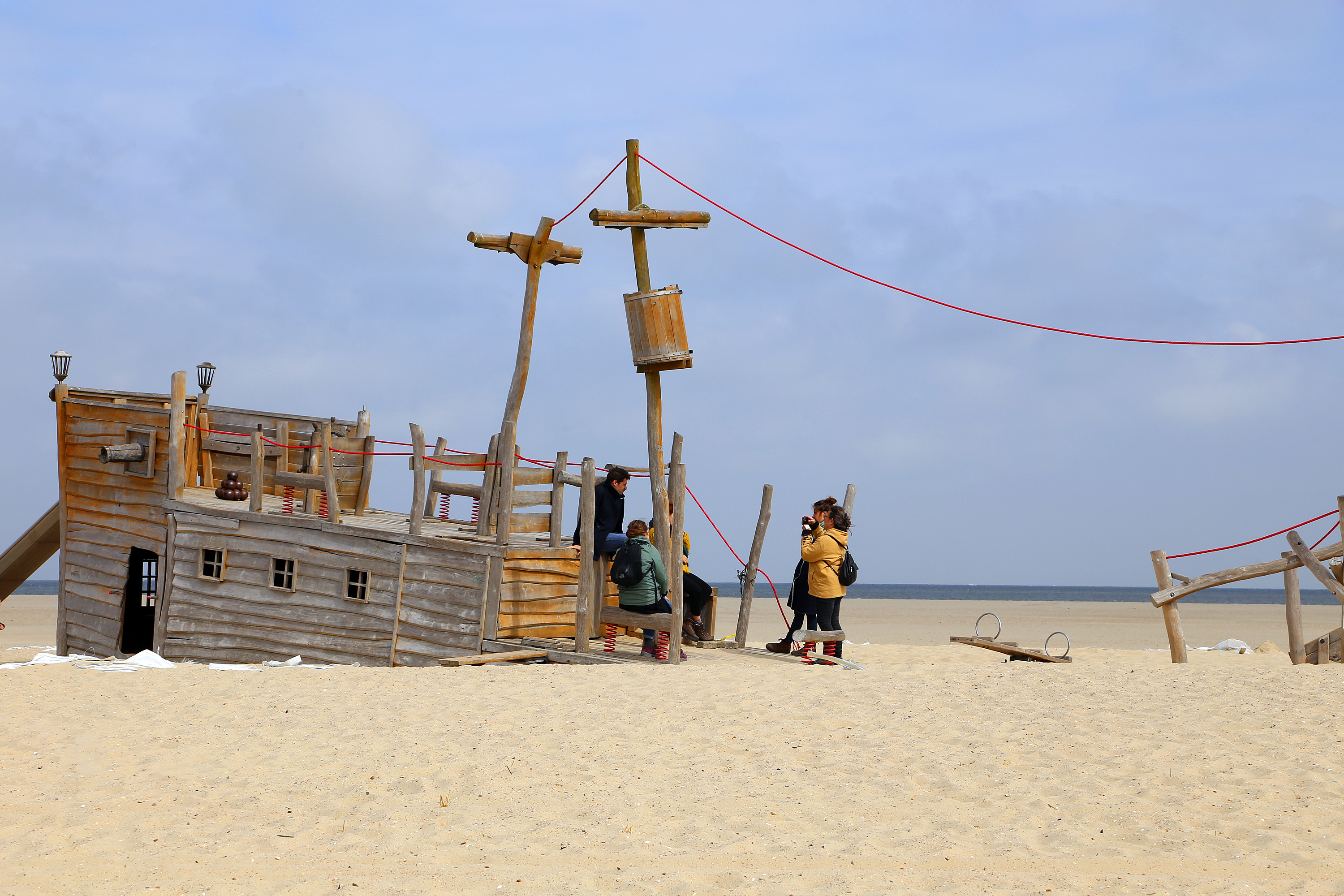
Пляж поблизу села